# Мицудомэ, Цутому
Цутому Мицудомэ (яп. 満留 勉; 7 декабря 1914 — июнь 1945, Окинава, Окинава) — японский гребец. Участник летних Олимпийских игр 1936 года.

## Биография
Цутому (в некоторых источниках Цутомуко) Мицудомэ родился 7 декабря 1914 года.
Учился в университете Васэда в Токио, который представлял в соревнованиях по академической гребле.
В 1936 году вошёл в состав сборной Японии на летних Олимпийских играх в Берлине. В соревнованиях распашных двоек с рулевым вместе с Осаму Абэ и Таро Тэсимой занял в четвертьфинале 5-е место, показав результат 7 минут 53,4 секунды и уступив 15 секунд попавшим в финал напрямую Жоржу Тапье, Марсо Фуркаду и Ноэлю Вандермотту из Франции. В полуфинале заняли последнее, 4-е место (9.06,3), проиграв 12,5 секунды попавшим в финал со 2-го места Иво Фабрису, Элко Мрдуляшу и Павао Любичичу из Югославии.
Участвовал во Второй мировой войне.
Погиб в июне 1945 года, будучи капитаном 1-й пулемётной эскадрильи, во время битвы за Окинаву.